# Trackhouse Racing MotoGP
Trackhouse Racing MotoGP es un equipo estadounidense que compite en la categoría de MotoGP del Campeonato del Mundo de Motociclismo. Los dueños del equipo es Justin Marks y Pitbull y el director del equipo es el italiano Davide Brivio.
Para 2025 sus pilotos son Raúl Fernández y Ai Ogura. 

## Historia
Tras la expulsión del equipo RNF de la categoría reina del Mundial de motociclismo al no ser renovado su contrato por parte de la Federación Internacional de Motociclismo, IRTA y Dorna, se buscó un nuevo inversor para ocupar las plaza de equipo satélite de Aprilia de cara a la temporada 2024 con Raúl Fernández y Miguel Oliveira como pilotos. El Trackhouse Racing equipo perteneciente a la competición estadounidense NASCAR Cup Series se postuló como inversor y adquirió el equipo.
En 2024 el equipo debutó en MotoGP con Raúl Fernández y Miguel Oliveira como pilotos. El equipo terminó como noveno en el campeonato por equipos de los once participantes, superando únicamente a los dos equipos de Honda. En el campeonato de equipos independientes fue quinto de los seis participantes superando al LCR Honda. Los mejores resultados fueron los sextos puestos conseguidos por Fernández en Cataluña y por Oliveira en Alemania, gran premio en que el mismo Oliveira logró el podio en la Sprint Race al terminar segundo. Durante la temporada, Lorenzo Savadori, como piloto probador y sustituto de Aprilia, disputó cuatro grandes premios tras la lesión de Oliveira en Indonesia.
De cara a la temporada 2025 se confirma la renovación de Raúl Fernándezpor dos temporadas y se ficha a Ai Ogura, quien terminaría convirtiéndose en campeón de Moto2 en 2024 para debutar en MotoGP con el equipo norteamericano.

## Resultados en el Campeonato del Mundo
(Carreras en negrita indica pole position, carreras en cursiva indica vuelta rápida)
| Temp. | Equipo                   | Moto          | No. | Piloto           | 1       | 2       | 3      | 4      | 5       | 6      | 7      | 8      | 9      | 10      | 11      | 12      | 13     | 14     | 15      | 16      | 17      | 18      | 19     | 20     | 21  | 22  | Pos   | Pts | Pts | C.E. |
| ----- | ------------------------ | ------------- | --- | ---------------- | ------- | ------- | ------ | ------ | ------- | ------ | ------ | ------ | ------ | ------- | ------- | ------- | ------ | ------ | ------- | ------- | ------- | ------- | ------ | ------ | --- | --- | ----- | --- | --- | ---- |
| 2024  | Trackhouse Racing MotoGP | Aprilia RS-GP | 25  | Raúl Fernández   | QAT Ret | POR Ret | AME 10 | SPA 11 | FRA 11  | CAT 6  | ITA 12 | NED 8  | GER 10 | GBR Ret | AUT Ret | ARA 16  | RSM 18 | ERM 13 | INA 10  | JPN 15  | AUS 10  | THA Ret | MAL 16 | SLD 18 |     |     | 16.º  | 66  | 141 | 9.º  |
| 2024  | Trackhouse Racing MotoGP | Aprilia RS-GP | 32  | Lorenzo Savadori | QAT     | POR     | AME    | SPA    | FRA     | CAT    | ITA    | NED    | GER    | GBR     | AUT     | ARA     | RSM    | ERM    | INA     | JPN Ret | AUS Ret | THA Ret | MAL 18 | SLD    |     |     | 28.º  | 0   | 141 | 9.º  |
| 2024  | Trackhouse Racing MotoGP | Aprilia RS-GP | 88  | Miguel Oliveira  | QAT 15  | POR 9   | AME 11 | SPA 8  | FRA Ret | CAT 10 | ITA 14 | NED 15 | GER 6  | GBR Ret | AUT 12  | ARA Ret | RSM 11 | ERM 10 | INA DNS | JPN     | AUS     | THA     | MAL    | SLD 12 |     |     | 15.º  | 75  | 141 | 9.º  |
| 2025  | Trackhouse Racing MotoGP | Aprilia RS-GP | 25  | Raúl Fernández   | THA Ret | ARG 15  | AME 12 | QAT 17 | SPA 15  | FRA    | GBR    | ARA    | ITA    | NED     | GER     | CZE     | AUT    | HUN    | CAT     | RSM     | JPN     | INA     | AUS    | MAL    | POR | VAL | 19.º* | 6*  | 43* | 8.º* |
| 2025  | Trackhouse Racing MotoGP | Aprilia RS-GP | 79  | Ai Ogura         | THA 5   | ARG DSQ | AME 9  | QAT 15 | SPA 8   | FRA    | GBR    | ARA    | ITA    | NED     | GER     | CZE     | AUT    | HUN    | CAT     | RSM     | JPN     | INA     | AUS    | MAL    | POR | VAL | 8.º*  | 37* | 43* | 8.º* |

- * Temporada en curso.